# Javier Viver
Javier Viver Gómez (Madrid, 1971) es un escultor, fotógrafo, diseñador y editor español de fotolibros. Su obra propone un debate entre la imaginería e iconoclastia como medios de aparición de lo invisible.

## Biografía
Javier realizó sus estudios de Bellas Artes en la Universidad Complutense de Madrid, donde, tras obtener la Licenciatura, se doctoró con una investigación realizada en el laboratorio PLAT —siglas que corresponden al concepto totalizador de Picto-Lumínica-Audio-Táctil— sobre el realizador granadino José Val del Omar, titulada Laboratorio Val del Omar, publicada por Cameo en formato documental dentro del cofre Val del Omar. Elemental de España (2010). Como consecuencia de esta investigación recibió el encargo del Museo Nacional Centro de Arte Reina Sofía de instalar, junto a Javier Ortiz Echagüe, el laboratorio PLAT en sus salas durante la exposición "Desbordamiento Val del Omar.
Completa su formación con estancias en residencia en la Academia de España en Roma, mediante la Beca concedida por el Ministerio de Asuntos Exteriores; participando en el «International Residency Program» de Location1 (Nueva York, 2002-2003) con la Beca de Artes Plásticas de la Fundación Botín; en Hangar (Barcelona, 2002) con Beca del Círculo de Bellas Artes de Madrid; así como con la que le ha permitido participar en programa «Artist residente project» en The Swatch Art Peace Hotel (Shanghái, 2014).

## Obra
En 2015 publica, con la Editorial RM, el fotolibro Révélations sobre la iconografía de la Salpêtrière (París, 1875-1918), libro que recibe muy buena crítica, y diversos galardones.
En 2006 realiza la serie The Celebrities, proyecto sobre Narciso y la pérdida del rostro. 
En 2005 diseña la instalación The Audience una analogía de El gran teatro del mundo de Calderón de la Barca. 
En 2004, su obra "Sic transit" une a fotografía y cinematografía.
Entre los años 2001 y 2003 trabaja en la obra ESpHeM una empresa ficticia que ofrecía sistemas de embalaje temporales para habitar el mundo, muy bien acogida por la crítica y distinguida por tres premios concedidos por el Ministerio español de Asuntos Exteriores, el Círculo de Bellas Artes de Madrid y la Fundación Botín.
Entre sus obras más populares se encuentran: la Madre de Hakuna, y la Bella Pastora de Iesu Comunio.

## Premios y distinciones
- Primer Premio al mejor Libro de Arte editado en 2015 concedido por el Ministerio español de Educación, Cultura y Deporte, por Révélations.[19]
- Premio Ars Libris Barcelona (Feria Internacional de la Edición Contemporánea), por Révélations.[20]
- Nominado para el Best Photobook en el Fotobookfestival de Kassel (2016), por Révélations.[21]
- Seleccionado para el Premio de PhotoEspaña al mejor libro de fotografía 2016.[22]
- Premio de «Generaciones 2007», por The Celebrities.
- I Premio de Artes Plásticas de la Comunidad de Madrid (2004), por Sic transit